# Gaurax niger
Gaurax niger är en tvåvingeart som beskrevs av Leander Czerny 1906. Gaurax niger ingår i släktet Gaurax och familjen fritflugor. Inga underarter finns listade i Catalogue of Life.